# Bébé victime d'une erreur judiciaire
Bébé victime d'une erreur judiciaire és una pel·lícula muda francesa escrita i dirigida per Louis Feuillade i estrenada el 2 de febrer de 1912.
Aquesta pel·lícula forma part de la sèrie Bébé.

## Repartiment
- René Dary : Bébé (com Clément Mary)
- Renée Carl : Madame Labèbe, la mama
- Alphonsine Mary : Fonfon, la germana peita de Bébé
- Jeanne Saint-Bonnet : la minyona, Julie